# Rafael Navas Renedo

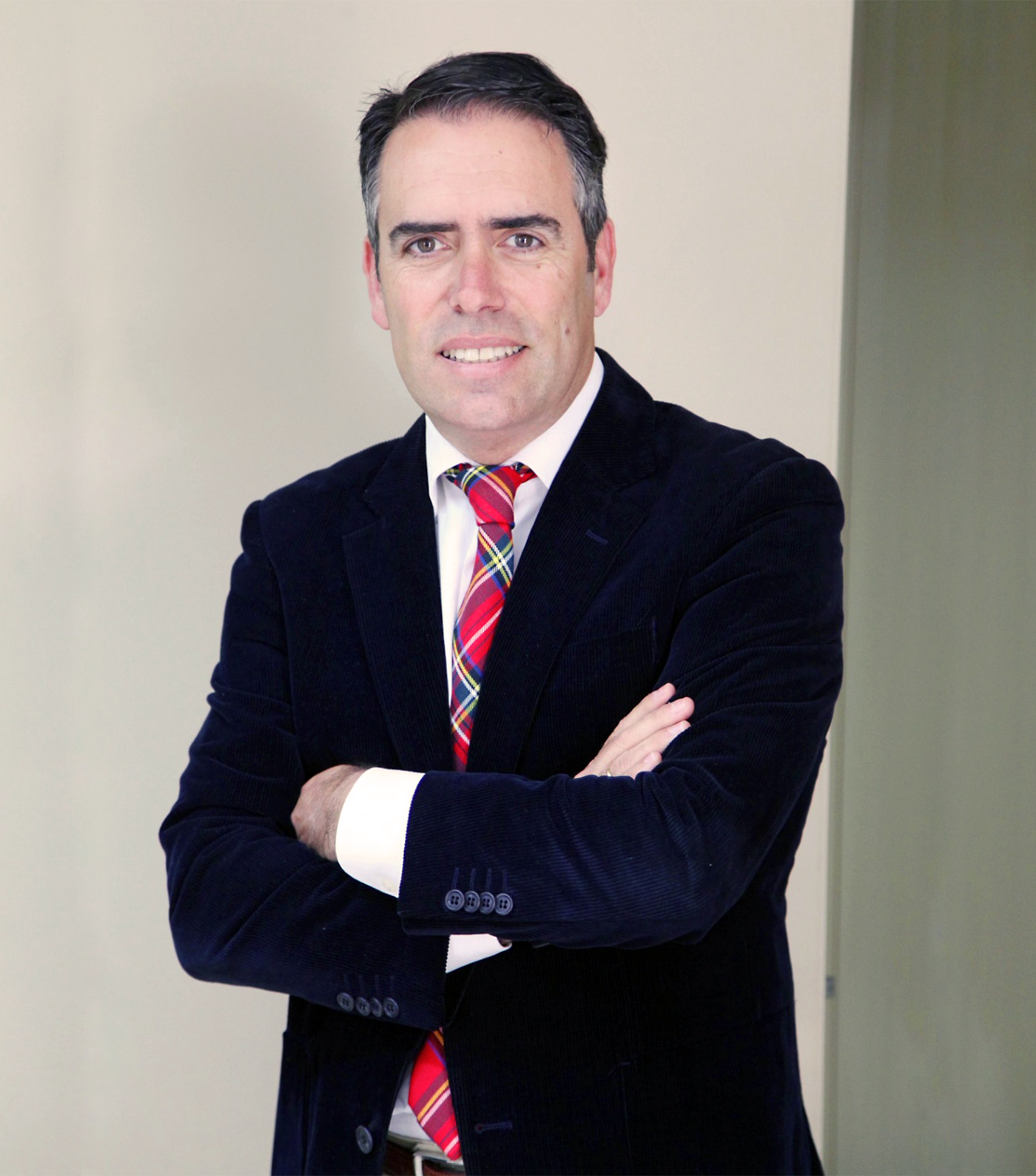
Rafael Navas Renedo

Rafael Navas Renedo. Periodista español natural de El Puerto de Santa María (Cádiz), nacido en 1968. Responsable de Comunicación Área de Presidencia y Empresarial del Cádiz CF. Dircom de Sport City Cádiz. Consultor de comunicación, es Consejero-asesor editorial del Grupo Joly, primer grupo andaluz de prensa diaria. Ha sido Director de Diario de Jerez, en dos etapas y también Director de Diario de Cádiz.Es analista político en diversas emisoras de ámbito andaluz. Está casado y tiene dos hijos.

## Biografía
- Se licenció en Ciencias de la Información, rama Periodismo, por la Universidad Complutense de Madrid (1985-1991)
- Diplomado en Alta Dirección de Empresas por el Instituto Internacional San Telmo (2007)

### Trayectoria profesional
- Colaboró en el periódico "Telex Universitario" de la Facultad de Ciencias de la Información de la Universidad Complutense.
- En 1986 con 17 años realizó prácticas en Diario de Jerez como ayudante de redacción, corresponsal en El Puerto de Santa María.
- En 1987 entró a formar parte de la plantilla de Diario de Jerez, como ayudante de redacción, trabajando en todas sus secciones.
- En 1994 ya como redactor, fue nombrado Jefe de la Sección de Local del mismo periódico.
- En 1997 Delegado de Diario de Cádiz en El Puerto de Santa María.
- En 2000 Jefe de Local de Diario de Cádiz y un año más tarde Redactor Jefe de este periódico.
- En 2002 regresó como Director a Diario de Jerez.
- En 2008 es nombrado Director de Diario de Cádiz.
- En 2015 regresó como Director a Diario de Jerez.
- En 2021 es nombrado miembro del Consejo Asesor Editorial de Grupo Joly.
- En 2022 es nombrado Responsable de Comunicación Área de Presidencia y Empresarial del Cádiz Club de Fútbol. Dircom de Sport City Cádiz.

### Radio
- Onda Cero en Andalucía. Programa 'En clave Sur'. Analista político (12 años)
- Cadena SER. Programa 'La Ventana de Andalucía'. Analista político (8 años)
- Cadena COPE Andalucía. Tertulia regional. Analista político (febrero 2022)

### Otras Publicaciones
- Libretos de ópera y zarzuela en el Teatro Villamarta de Jerez. 2002 a 2009.

- Anuario Grupo Joly. Articulista. Grupo Joly. 2003 a actualidad.

- «CAPÍTULO DEL PERIODISTA». El Gran Libro de los vinos de Jerez. Jerez de la Frontera: EDITORIAL Consejería de Agricultura y Pesca de la Junta de Andalucía. Vol. 1. 2005. ISBN 84-8474-189-3.

- EL CONCISO. Periódico durante la celebración del Bicentenario de la Constitución de las Cortes de Cádiz. Director. Grupo Joly. 2012.

### Otros datos
Participa en diversas tertulias de radio y televisión. Es contertulio habitual para el territorio andaluz en Onda Cero, en el programa 'Andalucía en la Onda','La Ventana de Andalucía' de la Cadena Ser y la tertulia regional de la Cadena COPE Andalucía.
Ha pronunciado numerosas conferencias en ámbitos universitarios y jurídicos, presentando ponencias sobre el papel de los medios de comunicación en la sociedad, la responsabilidad social del periodista, el control de la información, las relaciones entre administraciones y medios de comunicación, la prensa y la Constitución Española, etc.
- Conferencia: "Ética y Medios de Comunicación. Compromiso social y relación con el poder". FORO DE DEBATE DE JEREZ: HUMANISMO Y CIENCIA. 2004. Jerez de la Frontera. (Cádiz).
- Conferencia: “Veinticinco años y cuatro meses de Constitución”. Presentación a Manuel Clavero Arévalo. ATENEO LITERARIO, ARTÍSTICO Y CIENTÍFICO. 2004. Chiclana de la Frontera. Cádiz.
- Seminario: La Televisión y los Niños de la Transición Política. Mesa Redonda. 57 EDICIÓN DE LOS CURSOS DE VERANO DE LA UNIVERSIDAD DE CÁDIZ. 2006. (Cádiz)
- Conferencia: “Medios de comunicación y Constitución”. XXVII CURSOS DE VERANO DE LA UNIVERSIDAD DE CÁDIZ. 2006. San Roque (Cádiz).

### Premios y distinciones
- Premio Gaditano del Año de Onda Cero. 2015
- Premio Embajador de El Puerto de Santa María, Radio Puerto. 2016
- Reconocimientos oficiales por el Cuerpo Nacional de Policía en Cádiz y Jerez (2015 y 2021)